# Klášter archanděla Michaela
Klášter archanděla Michaela byl pravoslavný monastýr (klášter) pojmenovaný podle archanděla Michaela. Klášter byl u ústí Severní Dviny a dal jméno Archangelsku.
Na počátku 30. let 20. století byl klášter zničen.

## Historie kláštera
Klášter je poprvé zmíněn v listině novgorodského arcibiskupa Jana II., který byl v úřadu v letech 1165–1186. .
Klášter se původně nacházel na mysu Pur-Navolok, 32 km od soutoku Severní Dviny s Bílým mořem.
Roku 1419 byl klášter zpustošen Nory (tehdy nazývanými Murmany), ale byl rychle obnoven na svém původním místě. Po dvě stě let to bylo jedno z center ruského severu. Dne 4. března 1583 vydal car Ivan IV. Hrozný výnos nařizující založení města v blízkosti kláštera, aby chránil ruské zájmy proti Švédsku. Následujícího roku byla nedaleko kláštera vybudována velká dřevěná pevnost a kolem ní vyrostla osada Nové Cholmogory, která se stala základem Archangelsku.

Američtí vojáci při zdech kláštera, rok 1919

Roku 1636 klášter vyhořel a následujícího roku bylo rozhodnuto přemístit ho z mysu Pur-Navalok více na jih za posad před Severní Dvinou. Klášter tak byl přemístěn na jižní předměstí vznikajícího Archangelsku.
S požehnáním biskupa Afanasije byl v letech 1685–89 postaven pětiklenný katedrální kostel.
Na začátku roku 1920 byl klášter uzavřen. Osud posledního opata Desideria a posledních mnichů není znám. Klášterní ulice byla přejmenována na Ulici pařížské komuny. V následujících letech byl klášter zpustošen, všechny cenné věci vyvezeny a rozprodány v rámci sovětské kampaně zabavující církevní cennosti. Budova kláštera sloužila k hospodářským účelům a kostelní zvony byly roztaveny.
Roku 1930 byla katedrála, zvonice a část klášterních hradeb s věžemi demontována. Během následujících let byly zbořeny i další klášterní budovy.
Od 60. let 20. století neexistují žádné pozůstatky kláštera. Veškeré původní klášterní území bylo zastavěno obytnými budovami.